# Llagunoa nitida
Llagunoa nitida är en kinesträdsväxtart som beskrevs av Ruiz & Pav.. Llagunoa nitida ingår i släktet Llagunoa och familjen kinesträdsväxter. Inga underarter finns listade i Catalogue of Life.